# Inopeplus immunda
Inopeplus immunda es una especie de coleóptero de la familia Salpingidae.

## Distribución geográfica
Habita en Estados Unidos.